# Kate Carnell

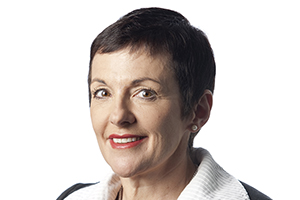
Kate Carnell, 2009

Anne Katherine Carnell AO (* 30. Mai 1955 in Brisbane, Queensland) ist eine australische Politikerin und ehemaliger Chief Minister des Australian Capital Territory.
Carnell studierte Pharmazie an der University of Queensland, an der sie 1976 als Bachelor graduierte. 1977 zog sie mit ihrem Ehemann nach Canberra, wo sie 1980 eine Apotheke eröffneten.
In einem liberalen Elternhaus aufgewachsen, trat Carnell im Alter von 15 den Young Liberals bei. 1992 wurde sie für die Liberal Party of Australia in die Australian Capital Territory Legislative Assembly gewählt. Nachdem sie ein Jahr später zur Vorsitzenden ihrer Partei im Australian Capital Territory ernannt worden war, wurde sie 1995 zum Chief Minister des Territoriums gewählt. Diese beiden Ämter hatte sie bis zu ihrem Rücktritt 2000 inne. Während ihrer Zeit als Chief Minister setzte sie sich für Reformen in der Drogenpolitik ein.
Carnell gilt als Pro-Choice-Anhängerin und unterstützt den Republikanismus in Australien.
2006 wurde sie mit dem Titel Officer of the Order of Australia ausgezeichnet.